# アピート
アピート（ブラジルポルトガル語：Apito）は、サンバの演奏で使われる笛のこと。
もともとは鳥を捕獲する時に、おびき寄せるために用いた呼び笛である。かつてはシギダチョウの擬音として木製の笛が使われていた。形状はカルガモやガチョウのくちばしのように平べったく、左右に穴が開いている。これが進化して十字形のいわゆるサンバホイッスルとなった。
現在でもブラジルのリオ・デ・ジャネイロやバイーアなどの観光都市では、露天商が観光客向けに木製のアピートを売っている。
同じサンバでも、少人数で演奏されるホーダ・ジ・サンバやパゴーヂではほとんど使われない。アピートが使用されるのはリオのカーニバルで有名なサンバ・ジ・エンヘード（テーマ・物語に添って毎年作られるサンバ、以下エンヘードと略す）やバトゥカーダ（打楽器のみの演奏）である。
しかしエスコーラの肥大化に伴いバテリア（打楽器隊）の構成人数が増加したため、木製のアピートだと打楽器隊全体には聞こえない。そのため、現在はプラスティック製のアピートが多用されている。
またホイッスル・笛にはさまざまな形状があるが、現在サンバで多用されるアピートは、カナダのFortron社製のFOX40 miniというタイプが主流である。これはプラスティック製で中にコルク球がなく、上部の穴が一般のホイッスルのように1つではなく左右に2つ開いている。また大きさも一般のものよりやや小さい。音的な特徴は一般のものより高音で、甲高く響く。これによってバテリア全体に指示を出し、演奏をコントロールすることができる。
これらエンヘードやバトゥカーダでは、ヂレトール（音楽監督）がこのアピートによって指示を出し、打楽器隊の演奏全体をコントロールする。かつては演奏の楽器として使われたが、現在では専ら合図を出したり警笛用でなど要所要所で最低限に使用される。したがってテンポに合わせて吹くことはほとんどない。ただし現在でもテンポに合わせてアピートを吹くバテリアもあるが、それは演奏力が未熟なために吹かれるものである。
楽器学上では気鳴楽器、また管楽器に分類されるが、サンバの楽器の多くは打楽器であり、演奏者がそれらを演奏するので、打楽器にも分類される場合がある。